# Capitalisme populaire
Le capitalisme populaire est un système par lequel les individus peuvent acquérir des parts de n'importe quelle entreprise, y compris publique.

## Historique
Le capitalisme populaire grandit en parallèle du libéralisme économique après les guerres mondiales. Dans les années 2010, le Crowdinvesting (en) ou financement participatif permet une plus grande liberté dans ce projet.

## Concept
Pour l'Encyclopædia Universalis, il s'agit d'« un système de collaboration capital-travail (apparenté aux expériences anglaise de capitalisme collectif et française d'intéressement des travailleurs) dans lequel l'État cède des actions des entreprises nationalisées aux petits épargnants. » Le Financial Times résume le concept par la possibilité pour le public d'acheter des parts d'une entreprise.
Plus généralement, n'importe quelle personne physique peut acheter des actions d'une entreprise, et y prendre ensuite des décisions. L'idée s'étend à l'accession à la propriété, par exemple en permettant aux habitants de HLM de devenir propriétaires de leur logement.

## Impact en politique
Le capitalisme populaire est notamment défendu durant la première cohabitation par le Club de l'horloge. Cette idée est aussi illustrée par Michel de Poncins, fondateur d'un Parti capitaliste populaire, dont le manifeste Tous capitalistes rencontre un certain succès « dans les milieux frontistes et traditionalistes catholiques ».
Marine Le Pen propose un intéressement obligatoire des salariés pour les entreprises à plus de 50 salariés, une initiative qu'elle qualifie de capitalisme populaire. Cependant, elle précise qu'il s'agit d'actions ouvrant le droit aux dividendes, mais pas aux votes. En cela, elle suit l'exemple de David Cameron, qui oppose le capitalisme populaire au « turbo-libéralisme » en vigueur au Royaume-Uni.